# Obična borovica
Obična borovica (kleka, brinj, brinje, smrika, latinski: Juniperus communis) je razgranan grm visok 1 – 2 m ili stablo visoko i do 12 m. Listovi su igličasti, bodljikavi, vazdazeleni, 1 – 2 cm dugi, smješteni po 3 u pršljenu. U pazušcima listova razvijaju se sitni dvodomni cvjetovi. Cvate u travnju i svibnju, a plodovi dozrijevaju u jesen sljedeće godine.
Narodna imena za običnu borovicu: smreka, obična borovica, kleka, smrekva, smrekovica, smrekva crna, kadik, fenja, brinje, brinj, resnica, smrič, smrička, smriška, borovica, brin, smrek, smrekva črna, smrkovina, smrkva, šmrč, šmreka, šmrika.

## Rasprostranjenost
Rasprostranjenost borovice je od sjeverne Amerike, preko južnog Grenlanda, Europe, sjeverne Afrike do istočne Azije. Raste po klisurastom neplodnom tlu i bjelogoričnim i cmogoričnim šumama. Često se nalazi u velikim grupama na kamenitoj, krškoj podlozi - od primorskog područja do brdskih i planinskih predjela. Raste na sunčanim, suhim mjestima, na vapnencem bogatom tlu.

## Podvrste
- Juniperus communis var. depressa Pursh
- Juniperus communis var. megistocarpa Fernald & H.St.John
- Juniperus communis var. nipponica (Maxim.) E.H.Wilson
- Juniperus communis var. saxatilis Pall.

## Sinonimi
- Juniperus communis Thunb.
- Juniperus communis subsp. alpina (Suter) Celak.
- Juniperus communis var. alpina Suter
- Juniperus communis var. arborea Suter
- Juniperus communis var. arborescens Gaudin
- Juniperus communis var. aurea G.Nicholson
- Juniperus communis f. aurea (G.Nicholson) Rehder
- Juniperus communis var. aureospica Rehder
- Juniperus communis f. aureospica (Rehder) O.L.Lipa
- Juniperus communis var. brevifolia Sanio
- Juniperus communis subsp. brevifolia (Sanio) Pénzes
- Juniperus communis var. canadensis (Lodd. ex Burgsd.) Loudon
- Juniperus communis var. caucasica Endl.
- Juniperus communis var. communis
- Juniperus communis var. compressa Carrière
- Juniperus communis f. compressa (Carrière) Rehder
- Juniperus communis f. crispa Browicz & Ziel.
- Juniperus communis subsp. cupressiformis Vict. & Sennen ex Pénzes
- Juniperus communis subsp. depressa (Pursh) Franco
- Juniperus communis var. erecta Pursh
- Juniperus communis var. fastigiata Parl.
- Juniperus communis var. hemisphaerica (J.Presl & C.Presl) Parl.
- Juniperus communis subsp. hemisphaerica (J.Presl & C.Presl) Nyman
- Juniperus communis var. hispanica Endl.
- Juniperus communis var. intermedia (Schur) Sanio
- Juniperus communis var. macrocarpa (Sm.) Spach
- Juniperus communis subsp. megistocarpa (Fernald & H.St.John) Silba
- Juniperus communis var. montana Aiton
- Juniperus communis var. montana Neilr.
- Juniperus communis var. nana (Willd.) Baumg.
- Juniperus communis subsp. nana Syme
- Juniperus communis var. nana (Willd.) Loudon
- Juniperus communis var. oblonga Loudon
- Juniperus communis var. oblonga-pendula Loudon
- Juniperus communis f. oblonga-pendula (Loudon) Beissn.
- Juniperus communis subsp. pannonica Pénzes
- Juniperus communis var. pendens Sudw.
- Juniperus communis var. pendula Carrière
- Juniperus communis f. pendula (Carrière) Formánek
- Juniperus communis var. pendula-aurea Sénécl.
- Juniperus communis f. pendulina Kuphaldt
- Juniperus communis f. pungens Velen.
- Juniperus communis subsp. pygmaea (K.Koch) Imkhan.
- Juniperus communis var. reflexa Parl.
- Juniperus communis subsp. saxatilis (Pall.) A.E.Murray
- Juniperus communis var. sibirica (Burgsd.) Rydb.
- Juniperus communis var. stricta Carrière
- Juniperus communis f. stricta (Carrière) Rehder
- Juniperus communis var. suecica (Mill.) Aiton
- Juniperus communis f. suecica (Mill.) Beissn.
- Juniperus communis var. variegata-aurea Carrière

## Karakteristike
Obična borovica ili šmrika raste kao grm. Obzirom na veličinu, oblik, rast i oblik iglica, šmrika je vrlo promjenljiva biljka. Igličasti listovi stoje po tri u pršljenu. U početku su svijetlozelene boje, a poslije potamne. S gornje strane lista nalazi se plavkasto-bijela crta. Listovi su dugački 8 do 10 mm. Muški cvjetovi su žuti i nalik klasu, a ženski su cvjetovi češeri s izgledom boba. Plod je crna, modrikastim prahom posuta bobica, što dozrijeva tek druge godine u jesen. Svi dijelovi borovice imaju fini aromatičan miris. Plodovi su gorko-slatkog okusa, a iglice gorke i smolaste.

## Kemijski sastojci
Osnovni sastojci biljke: plodovi sadrži eterično ulje (Aetheroleum Juniperi bacarum). Sadržaj eteričnog ulja u drogi uglavnom iznosi do 0,5 do 2 %. Zavisno od porijekla i vremena berbe može sadržati i do 2,5 %. Glavni sastojci eteričnih ulja su: izobroneol, kadinen, pinen, kamfen, terpentinski alkohol, kamfor borovice i još neke dodatne supstance u manjim količinama. Sadrži i gorke tvari (amara), taninglikozid juniperin, dosta invertnoga šećera, tanine, vosak, mravlju i octenu kiselinu. Također soli jabučne kiseline. Prema nekim izvorima sadrži kalcij, kalij i mangan. Vodite računa kod kupovine eteričnog ulja ako planirate da ga koristite oralno. Mali broj proizvođaca destilira eterično ulje obične borovice za oralnu upotrebu.
Prema ruskim izvorima od makroelemenata (mg/g) plodovi sadrže kalij (12,70), kalcij (7,00), magnezij (1,00), i željezo (0,14). Od mikroelemenata (KBN) sadrži mangan (0,19), bakar (0,46), cink (0,39), krom (0,17), aluminij (0,04) selen (9,30), ]nikal (1,35), stroncij (0,21), olovo (0,03) i bor (89,20).

## Upotreba
Obična borovica ili šmrika je začin prisutan u europskoj kuhinji, naročito u kuhinji alpskih zemalja. Njome se začinjavaju jela od kiselog kupusa i meso, naročito divljač. Dobro se kombinira s paprom, majoranom i lovorom, ali i voćem.
Drvo borovice koristi u proizvodnji sitnog namještaja i za rezbarenje, zbog lijepih boja drveta, koje se od svijetložute, pri kori, mijenjaju u crvenosmeđu u sredini.
Od plodova se proizvodi rakija brinjevača.

## Kontraindikacije
Nefritis, upalni procesi, jaki gastritis, kolitis, čir na želucu i dvanaestercu, trudnoća.

## Narodno vjerovanje
Pred Božić se grančice borovice stave iznad vrata štale da otjeraju vračeve i vještice. Borovica je Drvo godine 2002.

## Vanjske poveznice
- PFAF database Juniperus communis

|  | Zajednički poslužitelj ima stranicu o temi Obična borovica    |
|  | Zajednički poslužitelj ima još gradiva o temi obična borovica |
|  | Wikivrste imaju podatke o taksonu običnoj borovici            |